# Karate Tiger 5 – König der Kickboxer
Karate Tiger 5 – König der Kickboxer (Originaltitel: The King of the Kickboxers) ist ein Martial-Arts-Film des Regisseurs Lucas Lowe aus dem Jahre 1990. Der Film stellt den vierten Teil der No Retreat, No Surrender-Reihe dar. Aus Vermarktungsgründen wurde er im deutschsprachigen Raum als fünfter Teil der Karate-Tiger-Reihe vertrieben.

## Handlung
Jake Donahue ist ein erfahrener, aber draufgängerischer FBI-Undercoveragent mit zweifelhaften und teils selbstmörderischen Methoden. Er wird daher mit dem Auftrag nach Thailand entsandt, einem Filmproduzenten dingfest machen, der in seinen Filmen reale Kämpfe und Tötungen drehen lässt. Die Hauptfigur dieser Filme ist Khan, ein schwarzhäutiger Kickboxer, der vor 10 Jahren Jakes Bruder tötete. Somit besitzt Jake auch ein persönliches Motiv.
Jake, traumatisiert durch den Tod seines Bruders, den er mit ansehen musste, ist ein arroganter Prügelknabe, der sich mit jedem anlegt. In Thailand angekommen besucht er eine Kickboxschule, in der Absicht herauszufinden, wie er an Khan herankommen kann. Nachdem er einige der dortigen Schüler verprügelt und ihnen vorwirft, kein Können zu besitzen, wird er vom Trainer der Schule hinausgeworfen. Später trifft er auf Thasi, einen der Schüler, der Jakes Treiben in der Schule kurz zuvor verfolgt hat und wird von diesem problemlos besiegt. Jake erkennt entmutigt, dass er in seiner momentanen Form keine Chance gegen Khan hat. Thasi gibt ihm jedoch den Rat, dass er den zurückgezogen lebenden Meister Prang aufsuchen und diesem um Hilfe bitten sollte, da dieser Khan einst am Rande der Niederlage hatte. Nach einigem Suchen findet Jake Prang, stellt jedoch enttäuscht fest, dass dieser sich nach seiner Niederlage gegen Khan aus Gram dem Alkohol zugewandt hat und augenscheinlich kaum in der Lage ist, ihn zu trainieren, dies auch ablehnt und Jake fortschickt. Als Jake gerade wieder aufbrechen will, wird Prang jedoch von ein paar Schlägern angegriffen. Jake will ihm helfen, wird jedoch selbst von den Schlägern überwältigt und beinahe umgebracht. In diesem Moment kann Prang jedoch eingreifen und die Angreifer, zu Jakes großer Verblüffung, allein in die Flucht schlagen. Nachdem beide einige versöhnliche Worte miteinander wechseln, erklärt Prang sich letztlich doch bereit, Jake zu helfen und unterzieht ihn einem harten und unorthodoxen Kampftraining.
Jake absolviert anschließend ein paar Turnierkämpfe und wird daraufhin vom Regisseur der Filme engagiert, mitten im Urwald in einer Art Holzkäfigarena gegen Khan zu kämpfen. Während Jake sich auf den Weg zur Arena macht, sieht man Khan und seine Schläger, wie sie sich an Prangs Haus heranschleichen. In der Arena angekommen wird Jake im Käfig eingesperrt und Khan erscheint. Er wirft den toten Prang vor Jake ins Wasser; zudem wurde seine Freundin Molly, die er kurz zuvor vor Khans Schlägern rettete, als Geisel genommen. Zunächst sieht es so aus, als würde Jake den Kampf gegen Khan verlieren, doch dann erinnert er sich der Kampftechniken, die er bei Prang erlernte. Khan wird schließlich von Jake besiegt und getötet, als er von einem der Pfähle des Käfigs aufgespießt wird. Die Polizei stürmt außerdem das Gelände und kann dank der von Jake gelieferten Beweise den Filmproduzenten festnehmen.

## Informationen zum Titel
Der Film ist unter verschiedenen Namen erschienen, je nach Staat. So wird er im deutschsprachigen Raum als Karate Tiger 5 – König der Kickboxer, aber auch als Karate Tiger V – König der Kickboxer vertrieben. Da es sich bei der Karate-Tiger-Reihe um keine real existierende Filmreihe handelt (siehe Hauptartikel Karate Tiger), wurde er in manchen Ländern auch als Karate Tiger 4 veröffentlicht. Zudem gilt er mancherorts als vierter Teil der Reihe No Retreat, No Surrender und ist als No Retreat, No Surrender 4, No Retreat, No Surrender 4: The King of the Kickboxers oder nur The King of the Kickboxers und anderen Variationen bekannt. Die Indizierung des Films wurde im Dezember 2016 aufgehoben.

## Kritik
„Brutaler Actionfilm üblichen Zuschnitts.“